# Łarysa Hryha
Łarysa Hryha, ukr. Лариса Валеріївна Грига (ur. 31 maja 1984 w Dniepropetrowsku) – ukraińska badmintonistka, mistrz sportu klasy międzynarodowej. Mistrz Ukrainy w grze pojedynczej (2007, 2011), w grze podwójnej (2002, 2004, 2005, 2006, 2007). Uczestniczka Letnich Igrzysk Olimpijskich 2008, Mistrzostw Świata 2005, 2006, 2007 oraz Mistrzostw Europy 2004, 2008. W 2007 wygrała Belgian International w grze pojedynczej. Od 2008 gra w szwedzkim klubie Fyrisfjädern Uppsala.
W 2012 reprezentowała Ukrainę na igrzyskach w Londynie, brała udział w grze pojedynczej - odpadła w fazie grupowej.